# Quincampoix-Fleuzy
Quincampoix-Fleuzy är en kommun i departementet Oise i regionen Hauts-de-France i norra Frankrike. Kommunen ligger i kantonen Formerie som tillhör arrondissementet Beauvais. År 2022 hade Quincampoix-Fleuzy 403 invånare.

## Befolkningsutveckling
Antalet invånare i kommunen Quincampoix-Fleuzy
| Referens: INSEE |